# Thuyết duy linh

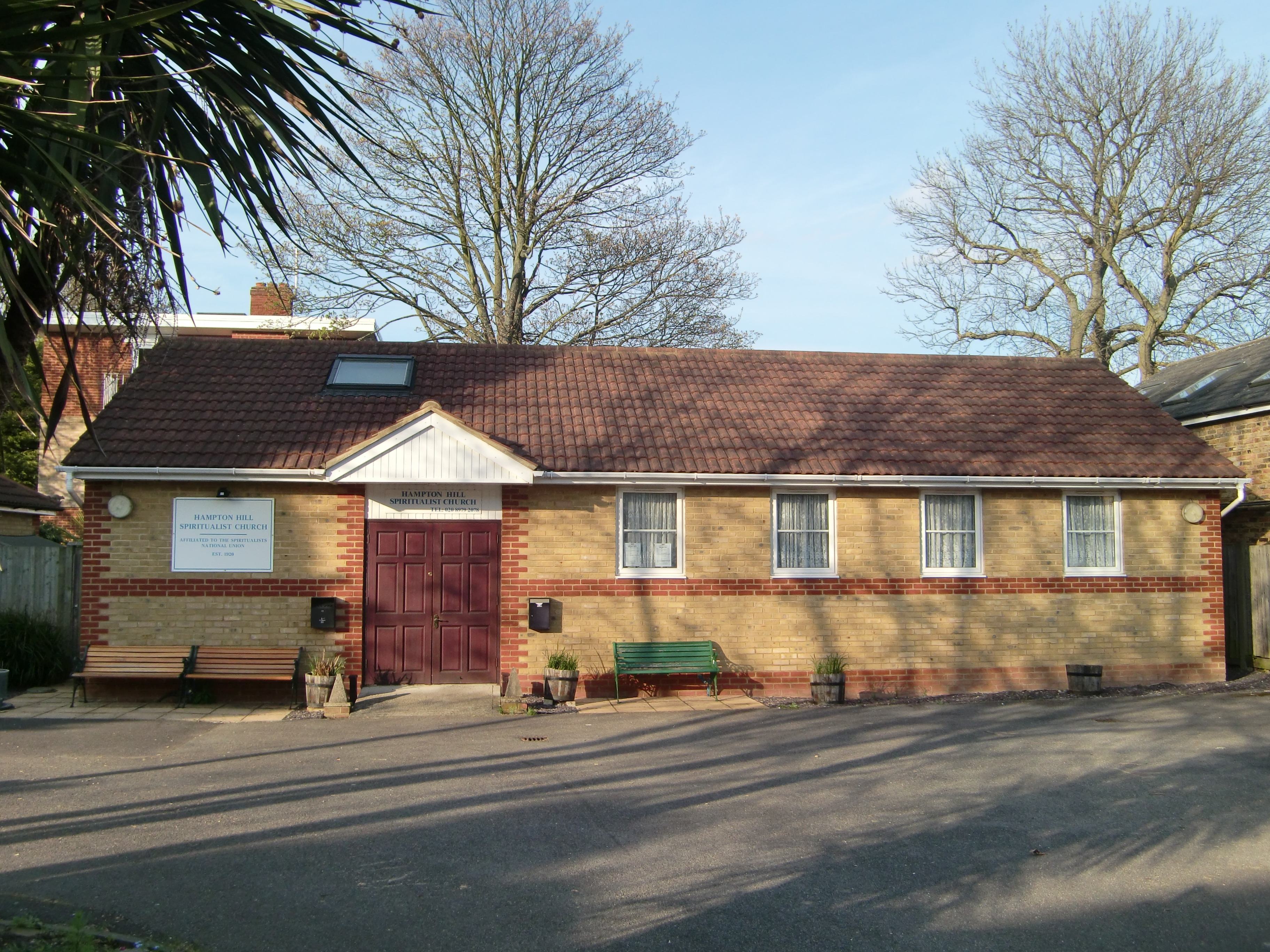
Một nhà thờ duy linh

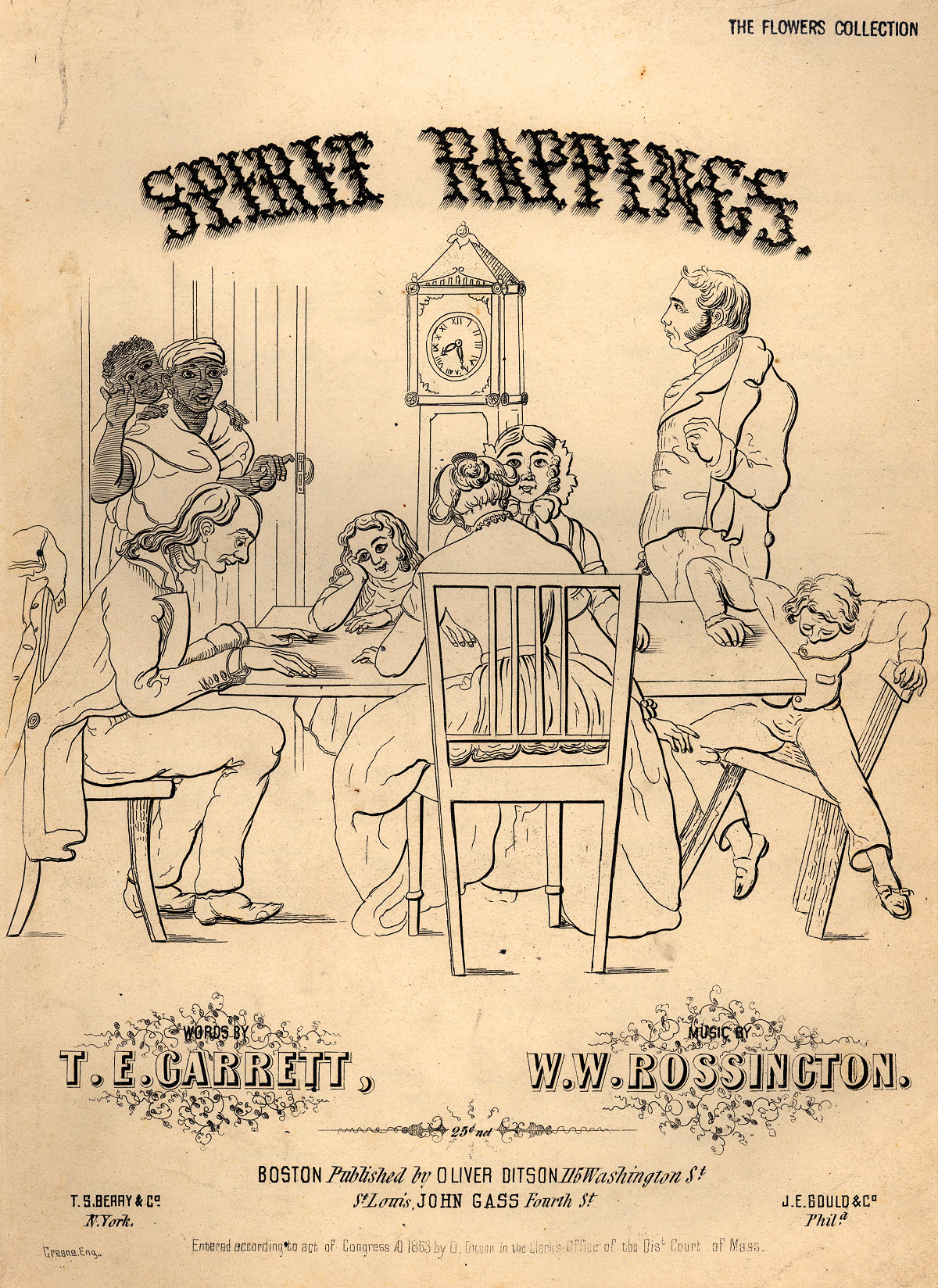
Đến năm 1853, khi bài hát nổi tiếng "Spirit Rappings" được xuất bản, thuyết duy linh là một đối tượng gây sự tò mò mãnh liệt.

Thuyết duy linh hay thông linh (Spiritualism) là một phong trào tôn giáo dựa trên niềm tin rằng linh hồn của người chết tồn tại và có cả khả năng và thiên hướng để giao tiếp với người sống. Thế giới bên kia, hay "thế giới linh hồn", được các nhà tâm linh nhìn thấy, không phải là một nơi tĩnh, mà là một trong đó các linh hồn tiếp tục phát triển. Hai niềm tin-rằng tiếp xúc với linh hồn là có thể, và rằng linh hồn là tiến bộ hơn con người - đã đưa những người theo thuyết duy linh đến một niềm tin thứ ba: đó là những linh hồn có khả năng cung cấp các kiến thức bổ ích về đạo đức và vấn đề đạo đức, cũng như về bản chất của Thiên Chúa. Một số nhà tâm linh sẽ nói về một khái niệm mà họ gọi là " hướng dẫn linh hồn" Linh hồn nhất định, thường được liên lạc, mà được người sống dựa vào để được hướng dẫn tâm linh. Thông linh luận, một nhánh của thuyết duy linh được Allan Kardec phát triển và ngày nay thực hành chủ yếu ở lục địa châu Âu và châu Mỹ Latinh, đặc biệt là ở Brazil, với nhấn mạnh đến sự tái sinh.
Thuyết duy linh đã phát triển và đạt mức tăng trưởng cao nhất về số lượng thành viên từ những năm 1840 đến những năm 1920, đặc biệt là ở các nước nói tiếng Anh. Đến năm 1897, thuyết duy linh được cho là có hơn tám triệu tín đồ ở Hoa Kỳ và Châu Âu, chủ yếu được tầng lớp trung lưu và thượng lưu tham gia.
Thuyết linh phát triển trong nửa thế kỷ mà không có văn bản kinh điển hay tổ chức chính thức, đạt được sự gắn kết thông qua các ấn phẩm định kỳ, các chuyến tham quan của các giảng viên, các cuộc họp trại và các hoạt động truyền giáo của các phương tiện đã hoàn thành. Nhiều nhà duy linh học nổi bật là phụ nữ, và giống như hầu hết các nhà duy linh học khác, ủng hộ các phong trào như xóa bỏ chế độ nô lệ và quyền bầu cử của phụ nữ. Vào cuối những năm 1880, uy tín của phong trào không chính thức đã suy yếu do những cáo buộc gian lận được thực hiện bởi các phương tiện, và các tổ chức duy linh bài bản bắt đầu xuất hiện.  Thuyết duy linh hiện đang được thực hành chủ yếu thông qua các nhà thờ duy linh ở các giáo phái khác nhau ở Hoa Kỳ, Canada và Vương quốc Anh.

## Sách tham khảo
- Albanese, Catherine L. (2007). A Republic of Mind and Spirit: A Cultural History of American Metaphysical Religion. New Haven/London: Yale University Press. ISBN 978-0300136159.
- Brandon, Ruth (1983). The Spiritualists: The Passion for the Occult in the Nineteenth and Twentieth Centuries. New York: Alfred A. Knopf.
- Braude, Ann (2001). Radical Spirits: Spiritualism and Women's Rights in Nineteenth-Century America. Bloomington: Indiana University Press. ISBN 978-0-253-21502-4.
- Britten, Emma Hardinge (1884). Nineteenth Century Miracles: Spirits and Their Work in Every Country of the Earth. New York: William Britten. ISBN 978-0-7661-6290-7.
- Brown, Slater (1970). The Heyday of Spiritualism. New York: Hawthorn Books.
- Buescher, John B. (2003). The Other Side of Salvation: Spiritualism and the Nineteenth-Century Religious Experience. Boston: Skinner House Books. ISBN 978-1-55896-448-8.
- Carroll, Bret E. (1997). Spiritualism in Antebellum America. Bloomington: Indiana University Press. ISBN 978-0-253-33315-5.
- Chapin, David. Exploring Other Worlds: Margaret Fox, Elisha Kent Kane, and the Antebellum Culture of Curiosity, Amherst: University of Massachusetts Press, 2004.
- Davenport, Reuben Briggs (1888). The Death-Blow to Spiritualism. New York: G.W. Dillingham.
- Deveney, John Patrick; Franklin Rosemont (1996). Paschal Beverly Randolph: A Nineteenth-Century Black American Spiritualist, Rosicrucian, and Sex Magician. Albany: State University of New York Press. ISBN 978-0-7914-3120-7.
- Doyle, Arthur Conan (1926). The History of Spiritualism, volume 1. New York: G.H. Doran. ISBN 978-1-4101-0243-0.
- Doyle, Arthur Conan (1926). The History of Spiritualism, volume 2. New York: G.H. Doran. ISBN 978-1-4101-0243-0.
- Fodor, Nandor (1934). An Encyclopaedia of Psychic Science.
- Guthrie, John J. Jr.; Phillip Charles Lucas; Gary Monroe (2000). Cassadaga: the South's Oldest Spiritualist Community. Gainesville, FL: University Press of Florida. ISBN 978-0-8130-1743-3.
- Harrison, W.H. 1880. Psychic Facts,  a Selection from Various Authors. London: Ballantyne Press.
- Hess, David (1987). "Spiritism and Science in Brazil". Ph.D thesis, Dept. of Anthropology, Cornell University. {{Chú thích tạp chí}}: Chú thích magazine cần |magazine= (trợ giúp)
- Kardec, Allan, The Spirits' Book, Containing the Principles of Spiritist Doctrine... according to the Teachings of Spirits of High Degree, Transmitted through Various Mediums, Collected and Set in Order by Allan Kardec, translated by Anna Blackwell, São Paulo, Brasil, Federação Espírita Brasileira, 1996, ISBN 85-7328-022-0.
- Lindgren, Carl Edwin (tháng 1 năm 1994). "Spiritualism: Innocent Beliefs to Scientific Curiosity". Journal of Religion and Psychical Research. Quyển 17 số 1. tr. 8–15. ISSN 2168-8621.
- Lindgren, Carl Edwin (tháng 3 năm 1994). "Scientific investigation and Religious Uncertainty 1880–1900". Journal of Religion and Psychical Research. Quyển 17 số 2. tr. 83–91. ISSN 2168-8621.
- Moore, William D. (1997). "'To Hold Communion with Nature and the Spirit-World:' New England's Spiritualist Camp Meetings, 1865–1910". Trong Annmarie Adams; Sally MacMurray (biên tập). Exploring Everyday Landscapes: Perspectives in Vernacular Architecture, VII. Knoxville: University of Tennessee Press. ISBN 978-0-87049-983-8.
- Natale, Simone (2016) Supernatural Entertainments: Victorian Spiritualism and the Rise of Modern Media Culture. University Park, PA: Pennsylvania State University Press. ISBN 978-0-271-07104-6.
- Podmore, Frank, Mediums of the 19th Century, 2 vols., University Books, 1963.
- Salter, William H., Zoar; or the Evidence of Psychical Research Concerning Survival, Sidgwick, 1961.
- Strube, Julian (2016). "Socialist Religion and the Emergence of Occultism: A Genealogical Approach to Socialism and Secularization in 19th-Century France." Religion. doi 10.1080/0048721X.2016.1146926.
- Strube, Julian (2016). Sozialismus, Katholizisimus und Okkultismus im Frankreich des 19. Jahrhunderts. Berlin/Boston: De Gruyter. ISBN 978-3-11-047810-5.
- Telegrams from the Dead (a PBS television documentary in the "American Experience" series, first aired ngày 19 tháng 10 năm 1994).
- Tokarzówna, Krystyna; Stanisław Fita (1969). Bolesław Prus, 1847–1912: Kalendarz życia i twórczości (Bolesław Prus, 1847–1912: a Calendar of [His] L ife and Work). Warsaw: Państwowy Instytut Wydawniczy.
- Weisberg, Barbara (2004). Talking to the Dead. San Francisco: Harper.
- Wicker, Christine (2004). Lily Dale: the True Story of the Town that talks to the Dead. San Francisco: Harper.